# ロルフ・ピルヴ
ロルフ・ピルヴ (Rolf Pilve、1987年10月23日 - )は、フィンランド・タンペレ出身のヘヴィメタルミュージシャン (ドラマー)。
ヨーロッパのヘヴィメタルシーンでは、バンドの掛け持ちは普通に行われているが、ロルフの掛け持ちの数は非常に多い。同様のミュージシャンとして、ロルフといくつかのバンドで活動を共にするクリスチャン・アルヴェスタムやヤニ・ステファノヴィックが挙げられる。

## 略歴
音楽に目覚めたのは7歳の時である。2005年にドリームテイルとサイトレスに加入し、プロとしての道を歩むようになる。両バンドで音源の録音に参加した。また、タンペレのフリーランスシーンで活動するようになる。音楽的なルーツはヘヴィメタルにあったものの、フリーランスでは、結婚式からジャズのカヴァーギグまで、可能な限りのギグに参加した。2006年に、ドリームテイルのミニアルバム『Yesterday's news』でデビューしている。
2006年に、エッセンス・オブ・ソロウに加入。エッセンス・オブ・ソロウの中心人物であったヤニ・ステファノヴィック (G、Ds)と出会い、この後、様々なバンドで活動を共にすることとなる。同バンドで、海外でのライヴを初経験している。2007年に、ドリームテイルを脱退。また、サイトレスでもアルバムに参加したものの脱退している。
また、2007年にはヤニ・ステファノヴィックが中心人物である、ミザレーションとソリューション .45に加入。ミザレーションでは『The Mirroring Shadow』に参加したが、2011年に脱退している。ソリューション .45でも、デモテープから参加し、アルバム『For Aeons Past』に参加している。これらの加入から間もなく、ステイタス・マイナーに加入している。ステイタス・マイナーでは、2枚のアルバムに参加している。これらのバンドでの活動中に、Code for Silenceに加入。2枚のアルバムに参加している。2010年には、ビヨンド・ザ・ドリームに加入。1枚のアルバム『In the Heart of Nothing』に参加し、2012年に脱退した。
2011年に、ザ・マグニフィセントに加入。アルバム『The Magnificent』に参加している。
2012年、リヴァージョンに加入し、アルバム『Obscene』に参加した。さらに同年には、ヨルグ・マイケルの後任としてストラトヴァリウスに加入している。
これらのほかにも、アモス、ディヴィジョン・オヴ・ザ・スポイルズ、フル・スケール・コンフリクト、メギドン、ランダム・アイズなどのバンドに参加しており、2013年1月現在、加入しているバンド数は少なくとも12にもなる。

## ディスコグラフィ

### ストラトヴァリウス
- 2013年 Unbreakable (EP)
- 2013年 Nemesis
- 2015年 Eternal
- 2016年 Best Of (Compilation)
- 2018年 Unbreakable (Single)
- 2018年 Enigma: Intermission II (Compilation)
- 2022年　Survive

### ソリューション .45
- 2008年 Demo Teaser (Demo)
- 2008年 Demo (Demo)
- 2009年 Clandestinity Now (Single)
- 2010年 For Aeons Past
- 2015年 Perfecting the Void (Single)
- 2015年 Winning Where Losing Is All (Single)
- 2015年 Nightmares in the Waking State - Part I
- 2016年 The Faint Pulse of Light (Single)
- 2016年 Nightmares in the Waking State - Part II

### ミザレーション
- 2009年 The Mirroring Shadow

### ドリームテイル
- 2006年 Yesterday's news (EP)
- 2008年 Phoenix[注釈 1]

### ザ・マグニフィセント
- 2011年 The Magnificent

### ステイタス・マイナー
- 2009年 Dialog
- 2012年 Ouroboros
- 2017年 Three Faces of Antoine

### ランダム・アイズ
- 2011年 Light Up

### ビヨンド・ザ・ドリーム
- 2011年 In the Heart of Nothing
- 2014年 At the World's End / Dirge in High-Pitched Notes (Single)

### コード・フォー・サイレンス
- 2009年 D.Ecaying M.Atter - O.Rganic N.Emesis
- 2012年 Eyes World Shut

### ノウス
- 2009年 Love & Compassion

### リヴァージョン
- 2012年 Obscene

### サイトレス
- 2007年 Larvae Of Trinity

### ザ・ダーク・エレメント
- 2019年 Songs the Night Sings (Single)
- 2019年 Songs the Night Sings

### ザ・ハイポセシス
- 2016年 Origin[注釈 1]
- 2018年 Welcome the Darkness (Single)

### エーテル
- 2019年 In Embers[注釈 1]

### エンジェル・オヴ・ソドム
- 2015年 Divine Retribution[注釈 1]

### アストラル・スリープ
- 2005年 Astral Sleep (Demo)[注釈 1]

### ドローン・アウェイク
- 2012年 Circle (EP)[注釈 1]

### エンシュラウディング
- 2012年 Time to Kill the Beast[注釈 1]

### ルナセント
- 2016年 Praise of the Lord God Almighty[注釈 1]

### トーチベアラー
- 2011年 Death Meditations[注釈 1]